# Brevet d'animateur pour la formation des conducteurs responsables d'infractions
Le brevet d'animateur pour la formation des conducteurs responsables d'infractions (BAFCRI) est un diplôme d'État français de niveau IV. Il est intermédiaire entre le diplôme de base dont doit être titulaire tout enseignant de la conduite, le brevet pour l'exercice de la profession d'enseignant de la conduite automobile et de la sécurité routière (BEPECASER) et le diplôme le plus élevé dans la profession, le brevet d'aptitude à la formation des moniteurs d'enseignement de la conduite des véhicules terrestres à moteur (BAFM).
Ce diplôme est toutefois tombé en désuétude puisqu'une seule session d'examen a été organisée depuis sa création.

## Histoire
Le BAFCRI a été institué par le décret du 15 juin 1992 pris en application de la loi du 10 juillet 1989 instaurant le permis à points . Les modalités de mise en œuvre ont été précisées par arrêté du 25 juin 1992.

## Finalité
Le diplôme du BAFCRI représente une possibilité d'évolution de carrière et d'élargissement des activités professionnelles intéressante pour les enseignants de la conduite. Au-delà, sur le plan général de la sécurité routière, ce diplôme offre la possibilité à certain nombre d'enseignants d'acquérir une qualification technique axée non plus sur la formation initiale des apprentis conducteurs, mais sur la formation continue des conducteurs 
Les titulaires du BAFCRI ont en charge au même titre que les formateurs titulaires du BAFM d'animer, conjointement avec des psychologues, les stages volontaires de recyclage ouverts aux conducteurs désireux de récupérer leurs points retirés à la suite d'infractions .
nécessaire pour pouvoir exercer la profession d'enseignant de la conduite automobile.

## Examen
La candidat doit être titulaire du BEPECASER pour se présenter à l'examen en vue d'obtenir le BAFCRI.

### Modalités
L'examen comprend deux séries d'épreuves :
- des épreuves écrites d'admissibilité portant d'une part dur la réglementation de la circulation routière et d'autre part sur des éléments d'accidentologie, de pédagogie et de psychologie
- une épreuve orale d'admission constitue d'un entretien destiné à évaluer l'aptitude du candidat à animer un groupe de stagiaires.

### Composition du jury
Le jury, composé des personnes ci-après, est désigné par arrêté du ministre chargé des transports :
- deux représentants du ministre chargé des transports chargés de la présidence et de la vice-présidence ;
- un représentant du ministre chargé de l'Éducation nationale ;
- un représentant de l'Institut français des sciences et technologies des transports, de l'aménagement et des réseaux (IFSTTAR) ;
- une personne titulaire soit du brevet d'aptitude à la formation des moniteurs d'enseignement de la conduite des véhicules terrestres à moteurs (BAFM), soit du brevet d'animateur pour la formation des conducteurs responsables d'infractions (BAFCRI) ;
- une personne titulaire du titre de psychologue en application des décrets du 22 mars 1990 reconnue apte pour la formation des conducteurs responsables d'infractions.

## Statistiques
Il apparaît qu'une seule session a eu lieu depuis la création de ce diplôme. Elle a été organisée en 1992 et 153 diplômes ont été délivrés .